# میخاییل باریشنیکوف
میخاییل باریشنیکوف (روسی: Михаи́л Никола́евич Бары́шников؛ زاده ۲۷ ژانویهٔ ۱۹۴۸) یک هنرپیشه اهل ایالات متحده آمریکا است. وی از سال ۱۹۶۸ میلادی تاکنون مشغول فعالیت بوده‌است.